# 陳数
陳 数（チェン・シュー、1977年3月9日 - ）は、中国の女優。旧芸名は陳 澍。

## 来歴
北京舞踏学院付属高校卒業、東方歌舞団にて舞踏演員を担当したのち、中央戯劇学院表演系を卒業。2001年、中国国家話劇院に入団する。
テレビドラマ『プロット・アゲインスト』（数学者・黄依依 役）、同じく2006年版『新・上海グランド』（方艶芸 役）に出演し、その名が広く知られるようになる。
2015年、リドリー・スコット監督、マット・デイモン主演映画『オデッセイ』にてハリウッドデビュー。稀に見る豪華俳優陣といわれる映画の中国人科学者役を演じた。

## 人物
- ピアニストの趙胤（ちょういん）と結婚し、2011年9月17日にバリ島で結婚式を挙げた。
- ヨガ中級教練員の資格をもつ。

## 主な出演作品

### 舞台
- 音楽之声（1998年、ミュージカル）
- 突出重圍（2001年、現代劇）
- 日の出（2008年） - 主演・陳白露 役
- ジェーン・エア（2009年） - 主演・ジェーン・エア 役
- 海の夫人（2018年）

### 映画
- 声震長空（2002年）
- 建国大業（2009年、第22回東京国際映画祭で『建国大業』の邦題で上映）
- 情謎（2012年、第7回大阪アジアン映画祭で『2番目の女』の邦題で上映）
- オデッセイ The Martian （2015年） - チュー・タオ 役
- フライト・キャプテン 高度1万メートル、奇跡の実話（2019年）
- 長安道（2019年）
- 愛しの故郷（2020年）
- クラウディ・マウンテン（2021年）

### テレビドラマ
- 城市上空的驚鳥（2000年）
- 空鏡子（2001年）
- 旅情（2001年）
- 危險進程（2001年）
- 鏗鏘玫瑰（2002年）
- 毀滅/公安局長3（2004年）
- 無愧蒼生（2003年）
- 不棄今生（2003年）
- 伊田事件（2003年）
- 穿越圍城（2004年）
- 古城諜影（2005年）
- プロット・アゲインスト（2006年） - 数学者・黄依依 役
- 聶耳（2005年）
- 新・上海グランド（2007年）
- 相思樹（2008年4月12日）
- 傾城之恋（2009年3月14日）
- 鐵梨花（2010年4月16日）
- 將·軍（2011年9月23日）
- 夫妻那些事（2012年2月22日）
- 擇天記 〜宿命の美少年〜（2017年）
- 幕後之王（2019年）
- パーフェクトパートナー（2020年）
- 誰説我結不暸婚（2020年）
- 最美逆行者（2020年）
- 在一起（2020年）

### 広告
- ハイサイド「アンプルール ラグジュアリーホワイト WプロテクトUVプラス」（2021年） - 中国イメージキャラクター[1]